# Mac OS X v10.6
Mac OS X v10.6 Snow Leopard（マック オーエス テン バージョンじってんろく スノーレパード）は、Appleが開発・販売したMac OS Xの7番目のバージョンである。バージョンナンバーは10.6。愛称は、コードネームでもある“Snow Leopard”（スノーレパード）。Mac OS X v10.5（Leopard）の後継である。2009年8月28日に発売された。OS本体の最終セキュリティアップデートは、2013年9月12日にリリースされた セキュリティアップデート 2013-004である（Safariは2013年9月12日、Javaは2013年10月15日まで提供）。

## 概要
2008年6月のWWDC 2008の基調講演で初めて発表された。
本バージョンからIntelベース機専用となり、PowerPCでは動作しなくなった。Intelベース機専用に特化し、新機能よりもパフォーマンスと安定性に注力したことで、システム本体と付属アプリケーションを含めたOS全体がよりコンパクトになった。
Mac OS X v10.5 Leopardからのアップグレードとして2009年8月28日に、Snow Leopardのシングルユーザライセンスは米国で29ドル、日本では3300円で提供され、一家5人までが使えるSnow Leopard Family Packは5600円で販売されたほか、2009年8月28日以降発売のすべてのMacに標準装備された。
IntelベースのMacのMac OS X v10.4ユーザには、Mac OS X v10.6.3 Snow Leopard, iLife ’11, iWork ’09が含まれたMac Box Setが12800円で、Family Packが17800円で用意されている。
DVDインストールディスクでの販売形態は本バージョンが最後である。次バージョンMac OS X Lion以降はMac App Storeでのダウンロードによる販売形態となる。
ガンマ値がそれまでのMacの標準だった1.8から2.2へ変更された。

## 対応環境／システム条件
- Intel プロセッサ
- 内蔵または外付けのDVDドライブ、またはDVDまたはCD共有
- 1GB以上のRAM (RAMの追加を推奨)
- 内蔵ディスプレイ、またはコンピュータに対応するApple提供のビデオカードに接続されたディスプレイ
- 5GB以上の空きディスク容量。デベロッパツールをインストールする場合は、7GB以上の空きディスク容量

## 新機能
- インストール時に必要なHDDの容量がLeopardに比べて数GB減っている[注 2]。OSのインストール時間もそれに伴い高速化された。
- Dock と Exposé  -　Exposéのアプリケーション単位のウインドウ一覧表示を、Dockアイコンをクリックして切り替えられる。Dockからサブフォルダの深い階層に直接アクセスできるようになった。ウインドウを最小化してDockのアプリケーションアイコンに格納するオプションがついた。
- サービスメニュー - メニューをプルダウンした時、その時点で利用可能なサービスだけが表示されるようになった。項目ごとにシステム環境設定で表示／隠すを選択できる。
- 「開く／保存」 ダイアログ - Quick Lookが利用できるようになった。

### 付属アプリケーション
- Finder - Cocoaで作り直され、表示や処理の速度が高速化された。ウインドウにアイコンサイズを変更するスライダーが付き、アイコンを最大512×512ピクセルで表示できる。UTIがファイルとアプリケーションの関連付け判定に標準で用いられ、Finder情報に保存されている情報のうちファイルタイプは考慮されるがクリエータの方は無視されるようになった[注 3]。
- Safari - これまでで最も高速なJavaScriptの実装を実現。パフォーマンスはSafari 3に比べて53%向上する[注 4]。プラグインを個別プロセスとして実行するため、プラグインがクラッシュしてもブラウザ全体が落ちることはなくなった。
- プレビュー - 新しい一覧表示機能である「コンタクトシート」モードが追加された。注釈機能の強化がなされた。表示が高速化され、JPEG画像を開くスピードは約2倍、PDFは約1.5倍速くなっている。
- QuickTime Player - デザインが一新された。アプリケーション内でビデオの録画や簡単な編集ができ、YouTubeやMobileMeに投稿できるようになった。
- Microsoft Exchange 2007のネイティブサポート - 付属アプリケーションでは、Mail、iCal、アドレスブックが対応する。
- Automator - サービスメニューが作れるようになった。実行速度が大幅に向上した。
- Mac App Store - Mac OS X v10.6.6から追加されたアプリケーション。Apple IDを持っていれば、iPhoneやiPadのようにアプリの購入と自動アップデートが利用可能に。

### テクノロジー
- Grand Central Dispatch - 新たに導入された並行計算プログラミング技術。C言語、C++言語およびObjective-C言語に特殊なブロック記述を拡張し、ブロックのキューイングによる並行計算を行う。ブロックはシステムで管理されたスレッドで実行されるため、アプリケーションコードによるスレッド管理を軽減できるほか、諸々の最適化が自動的に施される。
- OpenCL (Open Compute  Language) - GPUなどを利用した並列コンピューティングのためのオープン標準フレームワーク。対応するGPU[注 5]の計算能力をグラフィック表示以外の計算用途で利用できる（GPUによる汎目的計算；GPGPU）。
- 64ビット -  v10.5では最大4TBであった物理メモリ（RAM）容量の限界が最大16TBに向上する[7][8]。また、ほとんどのシステム付属アプリケーションが64ビットアーキテクチャ対応に作り替えられた[注 6]。クライアント版ではv10.5と同じく、32ビットカーネル上で64ビットおよび32ビットのドライバとアプリケーションが同時に動作可能。起動時に64ビットカーネルも選択できるようになったが、この場合32ビットのカーネル機能拡張（KEXT）が使用できなくなる。サーバ版では64ビットカーネルがデフォルトとなっている。
- Time Machine  - バックアップ速度が大幅に高速化。Time Capsuleへの最初のバックアップにかかる時間が最大80%短縮される。
- QuickTime X - iOSのメディアテクノロジーを利用し、モダンなオーディオおよびビデオフォーマットのサポートを最適化する。
- VoiceOver - 視覚に障害のあるユーザーのための技術。トラックパッドをスクリーンのように一本の指でなぞることによって、ウインドウやデスクトップの各部分を耳で確認しながら操作することができるようになった。
- セキュリティ
  - バッファオーバーフロー耐性の強化 -メモリスタック保護がデフォルトでオンに。XDビットのサポートを拡張し、ヒープのチェックサムを強化。
  - マルウェア検出機能 - ダウンロードしたディスクイメージにトロイの木馬が含まれているのを検出し、警告メッセージを表示する。
- exFATサポート -　Mac OS X v10.6.5 でサポート(Mac mini (Mid 2010), iMac(Mid 2010)では付属する10.6.4から)。2010年以降発売モデルのMacにおいて、SDXCメモリーカードなど、32GB以上のフラッシュメモリーカードが利用できるようになった。

## 廃止された機能
- InputManager - セキュリティ上の配慮から、搭載されなくなった。これを利用するプラグインやユーティリティは動作しなくなる。
- AppleTalk - Mac OS X v10.4より徐々に機能縮小してきたAppleTalkがサポートされなくなったため、この機能を利用する周辺機器などは使用できない。
- その他 - HFSフォーマットでの起動のみならず書き込みやボリューム作成もできなくなった。ただし読み込みのみ可能。

## バージョン履歴
- Mac OS X v10.6.0 (build 10A432)、2009年8月28日 パッケージ版製品有
- Mac OS X v10.6.1[9] (build 10B504)、2009年9月12日
- Mac OS X v10.6.2[10] (build 10C540)、2009年11月9日
- Mac OS X v10.6.3[11] (build 10D573)、2010年3月29日
  - パッケージ版製品 (build 10D575)
  - Mac OS X v10.6.3 v1.1[12] (build 10D578)、2010年4月12日
- Mac OS X v10.6.4[13] (build 10F569)、2010年6月15日
- Mac OS X v10.6.5[14] (build 10H574)、2010年11月18日
- Mac OS X v10.6.6[15] (build 10J567)、2011年1月6日
- Mac OS X v10.6.7[16] (build 10J869)、2011年3月21日
- Mac OS X v10.6.8[17] (build 10K540)、2011年6月23日